# مارينا كاتيتش
مارينا كاتي (من مواليد 10 يناير 1983) هي لاعبة كرة طائرة كرواتية متقاعدة . كانت تلعب في المنتخب الوطني الكرواتي للسيدات للكرة الطائرة .

## مهنة
شاركت في بطولة العالم للسيدات للكرة الطائرة 2010 في اليابان. لعبت مع ايموكو فولي
لعبت مع النادي الإيطالي إيموكو فولي لموسم 2014/15 

## الأندية
- OK Kastela (1998-2002)
- سيريو بيروجيا (2002-2004)
- آر سي فيليبون 91 (2004-2005)
- OK Kastela (2005-2006)
- فوليرو زيورخ (2006-2007)
- Volley 2002 Forlì (2007-2008)
- إيراكليس سالونيك (2008-2009)
- نهر فول بياسينزا (2009-2010)
- إريلي بيليدي (2011)
- İqtisadçı Bakı (2011-2012)
- PTPS Piła (2012-2013)
- Dąbrowa Górnicza (2013-2014)
- Imoco Volley (2014-2015)
- SC Potsdam (2015-2016)

## روابط خارجية
- مارينا كاتيتش على موقع الاتحاد الأوروبي (الإنجليزية)
- مارينا كاتيتش على موقع Ligue Nationale de Volley (الفرنسية)
- مارينا كاتيتش على موقع دوري الدرجة الأولى الإيطالي للكرة الطائرة - سيدات (الإيطالية)